# Byttneria oranensis
Byttneria oranensis är en malvaväxtart som beskrevs av C.L. Cristobal. Byttneria oranensis ingår i släktet Byttneria och familjen malvaväxter. Inga underarter finns listade i Catalogue of Life.